# Persone di nome Giovanni/Scultori
| Questa pagina contiene informazioni ricavate automaticamente dalle voci biografiche con l'ausilio del template Bio e di un bot. L'aggiornamento è periodico e automatico e ricostruisce completamente la pagina. Se manca una persona in questa lista, sei pregato di non aggiungerla, ma accertati piuttosto che la sua voce biografica contenga il template Bio e che i dati anagrafici siano correttamente compilati. Se il template Bio manca, inseriscilo tu stesso o, in alternativa, metti l'avviso {{tmp\|Bio}} che ne segnala la mancanza. Se i dati riportati sono sbagliati, correggi direttamente la voce biografica; le modifiche saranno visibili in questa lista entro pochi giorni. Per chiarimenti vedi il progetto antroponimi. La lista contiene solo le 128 persone che sono citate nell'enciclopedia e per le quali è stato implementato correttamente il template Bio. Pagina aggiornata al 22 lug 2025. |

Questa è una lista di persone presenti nell'enciclopedia che hanno il nome Giovanni e sono scultori.

## A(4)
- Giovanni Battista Albanese, scultore e architetto italiano (Vicenza, n. 1573 - Vicenza, † 1630)
- Giovanni Albertoni, scultore italiano (Varallo, n. 1806 - Varallo, † 1887)
- Giovanni Antonio Amadeo, scultore, ingegnere e architetto italiano (Pavia, n. 1447 - Milano, † 1522)
- Giovanni Battista Amendola, scultore italiano (Sarno, n. 1848 - Napoli, † 1887)

## B(17)
- Giovanni Bandini, scultore italiano (Firenze - Firenze, † 1599)
- Giovanni Baratta, scultore e architetto italiano (Carrara, n. 1670 - Carrara, † 1747)
- Giovanni Maria Baratta, scultore e architetto italiano (Carrara - Roma)
- Giovanni Barbera, scultore italiano (Palermo, n. 1909 - Palermo, † 1936)
- Giovanni Barili, scultore e intagliatore italiano (Siena - Siena, † 1529)
- Giovanni Bellavite, scultore italiano (Verona, n. 1739 - Mantova, † 1821)
- Giovanni Bellezza, scultore e orafo italiano (Milano, n. 1807 - Milano, † 1876)
- Giovanni Battista Bendazzoli, scultore italiano (Verona, n. 1739 - Thiene, † 1812)
- Giovanni Maria Benzoni, scultore italiano (Songavazzo, n. 1809 - Roma, † 1873)
- Giovanni Battista Bernero, scultore italiano (Cavallerleone, n. 1736 - Torino, † 1796)
- Giovanni e Pacio Bertini, scultore italiano (Firenze)
- Giovanni Blandino, scultore e pittore italiano (Modica, n. 1938 - Magenta, † 2020)
- Giovanni Bonazza, scultore italiano (Venezia, n. 1654 - Padova, † 1736)
- Giovanni Bono, scultore e architetto italiano
- Giovanni Boscoli, scultore e architetto italiano (Montepulciano - Parma)
- Giovanni Battista Bregno, scultore e architetto italiano (Osteno - Venezia, † 1523)
- Giovanni Broggi, scultore italiano (Ligurno, n. 1853 - Milano, † 1919)

## C(9)
- Giovanni Battista Caccini, scultore e architetto italiano (Roma, n. 1556 - Firenze, † 1613)
- Giovanni Artusi Canale, scultore italiano (Pescina, n. 1610 - † 1676)
- Giovanni Battista Carboni, scultore e critico d'arte italiano (Brescia, n. 1729 - Brescia, † 1790)
- Giovanni Vincenzo Casali, scultore, architetto e ingegnere italiano (Firenze, n. 1539 - Coimbra, † 1593)
- Giovanni Battista Casella "de Monora", scultore e stuccatore svizzero (Carona, † 1679)
- Giovanni Battista Casella "de Annibale", scultore e stuccatore svizzero (Carona, n. 1623 - Genova, † 1678)
- Giovanni Battista Cevasco, scultore italiano (Genova, n. 1817 - Genova, † 1891)
- Giovanni Cini, scultore italiano (Siena - Cracovia, † 1565)
- Giovanni Antonio Cybei, scultore e religioso italiano (Carrara, n. 1706 - Carrara, † 1784)

## D(13)
- Giovanni Domenico D'Auria, scultore italiano († 1573)
- Giovanni Dalmata, scultore dalmata (Mandoler - Traù, † 1515)
- Giovanni De Angelis, scultore italiano (Ischia, n. 1938)
- Giovanni Pietro e Giovanni Ambrogio De Donati, scultore italiano
- Giovanni De Martino, scultore italiano (Napoli, n. 1870 - Napoli, † 1935)
- Giovanni Giacomo Della Porta, scultore e architetto italiano (Porlezza, n. 1485 - Genova, † 1555)
- Giovanni Dupré, scultore italiano (Siena, n. 1817 - Fiesole, † 1882)
- Giovanni Pietro da Rho, scultore italiano (Rho)
- Giovanni d'Artegna, scultore italiano (Artegna, n. 1928 - Artegna, † 2024)
- Giovanni da Campione, scultore italiano (Campione d'Italia - Campione d'Italia)
- Giovanni della Robbia, scultore e ceramista italiano (Firenze, n. 1469)
- Giovanni di Cecco, scultore e architetto italiano
- Giovanni di Rigino, scultore e notaio italiano (Verona)

## F(8)
- Giovanni Battista Fattori, scultore italiano (n. 1696 - Trento, † 1776)
- Giovanni Feneziani, scultore e decoratore italiano (San Pio delle Camere, n. 1851 - Chieti, † 1931)
- Giovanni Ferrari, scultore italiano (Crespano, n. 1744 - Venezia, † 1826)
- Giovanni Pietro Ferrari, scultore italiano (Monestirolo, n. 1884 - Buenos Aires, † 1970)
- Giovanni Angelo Finali, scultore italiano (Valsolda, n. 1709 - Breslavia, † 1772)
- Giovan Battista Foggini, scultore e architetto italiano (Firenze, n. 1652 - Firenze, † 1725)
- Giovanni Fontana, scultore e decoratore italiano (Carrara, n. 1820 - Londra, † 1893)
- Celestino Fumagalli, scultore e orafo italiano (Torino, n. 1864 - Milano, † 1941)

## G(23)
- Giandomenico Gagini, scultore italiano (Messina, n. 1503 - Palermo, † 1560)
- Giandomenico Gagini junior, scultore italiano (Caltagirone - Caltagirone, † 1627)
- Giovanni Gagini, scultore italiano (Palermo)
- Giovanni Gagini, scultore italiano (Bissone, n. 1449 - Mendrisio, † 1517)
- Giovanni Paolo Gamba Zampol, scultore e intagliatore italiano (Bragarezza, n. 1723 - Forno di Zoldo, † 1802)
- Giovanni Genucchi, scultore, pittore e intagliatore svizzero (Bruxelles, n. 1904 - Castro, † 1979)
- Giovanni Giovannetti, scultore italiano (Lastra a Signa, n. 1861 - Firenze, † 1927)
- Giovanni Antonio Emanueli, scultore italiano (Brescia, n. 1816 - Milano, † 1894)
- Giovanni di Bartolo, scultore e orafo italiano (Siena)
- Giovanni d'Ambrogio, scultore e architetto italiano
- Giovanni di Balduccio, scultore italiano (Pisa)
- Giovanni da Nola, scultore e architetto italiano (Nola, n. 1488 - Napoli, † 1558)
- Giovanni di Martino da Fiesole, scultore italiano (Toscana)
- Giovanni di Agostino, scultore e architetto italiano (Siena - Siena, † 1348)
- Giovanni di Stefano, scultore e pittore italiano (Siena, n. 1444)
- Giovanni di Cosma, scultore italiano (Roma)
- Giovanni Antonio da Lucoli, scultore italiano (L'Aquila, n. 1491)
- Giovanni di Biasuccio, scultore italiano (Fonteavignone - L'Aquila)
- Giovanni Teutonico, scultore austriaco (Salisburgo - Terni, † 1492)
- Giovanni Giuliani, scultore e intagliatore italiano (Venezia, n. 1664 - Heiligenkreuz, † 1744)
- Giovanni Gonnelli, scultore italiano (Gambassi, n. 1603 - Roma, † 1664)
- Griglio da Gemona, scultore e architetto italiano
- Groppelli, scultore italiano (Venezia - Venezia, † 1714)

## L(4)
- Giovanni Antonio Labus, scultore italiano (Milano, n. 1806 - Milano, † 1857)
- Giovanni Giorgio Lascaris, scultore italiano († 1531)
- Giovanni Battista Lombardi, scultore italiano (Rezzato, n. 1822 - Brescia, † 1880)
- Battista Lorenzi, scultore italiano (Settignano - Pisa, † 1594)

## M(12)
- Giovanni Magi, scultore italiano (Asciano)
- Giovanni Battista Maini, scultore italiano (Cassano Magnago, n. 1690 - Roma, † 1752)
- Giovanni Marchiori, scultore e intagliatore italiano (Caviola, n. 1696 - Treviso, † 1778)
- Giovanni Antonio Mari, scultore italiano (Roma, n. 1630 - Roma, † 1661)
- Giovan Angelo Marini, scultore italiano
- Giovanni Antonio Matera, scultore italiano (Trapani, n. 1653 - Palermo, † 1718)
- Giovanni Battista Mazzoleni, scultore italiano (Zogno, n. 1699 - Zogno, † 1769)
- Giovanni Antonio Mazzuoli, scultore italiano (Siena, n. 1640 - Siena, † 1714)
- Giovanni Minello, scultore italiano (Padova - Padova, † 1528)
- Giovanni Angelo Montorsoli, scultore e architetto italiano (Firenze, n. 1507 - † 1563)
- Giovanni Maria Morlaiter, scultore italiano (Venezia, n. 1699 - Venezia, † 1781)
- Giovanni Maria Mosca, scultore e medaglista italiano (Padova - Polonia)

## N(2)
- Nanni di Banco, scultore italiano (Firenze - † 1421)
- Giovanni Battista Nini, scultore e medaglista italiano (Urbino, n. 1717 - Chaumont-sur-Loire, † 1786)

## O(1)
- Giovanni Domenico Olivieri, scultore italiano (Carrara, n. 1706 - Madrid, † 1762)

## P(14)
- Giovanni Pisano, scultore e architetto italiano (Pisa - Siena)
- Giovanni Pacassi, scultore italiano (n. 1686 - Gorizia, † 1745)
- Giovanni Paganin, scultore italiano (Asiago, n. 1913 - Milano, † 1997)
- Giovanni Paganucci, scultore italiano (Livorno, n. 1827 - Montevideo, † 1889)
- Giovanni Pandiani, scultore italiano (Milano, n. 1809 - Milano, † 1879)
- Giovanni Antonio Paracca, scultore italiano (Castello Valsolda, n. 1546 - Roma, † 1599)
- Giovanni Gaspare Pedoni, scultore italiano (Luganese)
- Giovanni Pietro Perti, scultore e architetto italiano (Muggio, n. 1648 - Vilnius, † 1714)
- Giovanni Battista Piamontini, scultore italiano (Firenze, n. 1695 - Firenze, † 1762)
- Giovanni Antonio Piatti, scultore italiano (Milano, n. 1447 - Cremona, † 1480)
- Giovanni Giuseppe Piccini, scultore italiano (Vilminore di Scalve, n. 1661 - Bergamo, † 1725)
- Giovanni Antonio Pilacorte, scultore italiano (Carona - Pordenone)
- Giovanni Prini, scultore, decoratore e illustratore italiano (Genova, n. 1877 - Roma, † 1958)
- Giovanni Putti, scultore italiano (Bologna, n. 1771 - Bologna, † 1847)

## R(3)
- Giovanni Battista Ragusa, scultore italiano (Palermo, † 1727)
- Giovanni Cristoforo Romano, scultore e medaglista italiano (Roma, n. 1456 - Loreto, † 1512)
- Giovanni Francesco Rossi, scultore italiano (Fivizzano)

## S(11)
- Giovanni Antonio Santarelli, scultore e medaglista italiano (Manoppello, n. 1758 - Firenze, † 1826)
- Giovanni Antonio Sanz, scultore italiano (Bergamo, n. 1702 - Bergamo)
- Giovanni Scanzi, scultore italiano (Genova, n. 1840 - Genova, † 1915)
- Giovanni Scarabelli, scultore e pittore italiano (Molinella, n. 1874 - Rosario, † 1942)
- Giovanni Scarfì, scultore italiano (Faro Superiore, n. 1852 - Messina, † 1926)
- Giovanni Battista Spazzi, scultore italiano (Lanzo d'Intelvi, n. 1745)
- Giovanni Spertini, scultore e pittore italiano (Pavia, n. 1821 - Milano, † 1895)
- Giovanni Spiniello, scultore, pittore e incisore italiano (Grottolella, n. 1944)
- Giovanni Strazza, scultore italiano (Milano, n. 1818 - Milano, † 1875)
- Giovanni Antonio Stuardi, scultore italiano (Poirino, n. 1862 - † 1938)
- Giovanni Francesco Susini, scultore italiano (Firenze - Firenze, † 1653)

## T(4)
- Giovanni Battista Tassara, scultore e patriota italiano (Genova, n. 1841 - Genova, † 1916)
- Giovanni Giacomo Tencalla, scultore e architetto svizzero (Bissone, n. 1591 - Bissone, † 1653)
- Giovanni Tizzano, scultore italiano (Napoli, n. 1889 - Napoli, † 1975)
- Giovanni Turini, scultore italiano (n. 1841 - † 1899)

## V(2)
- Giovanni Pietro Varion, scultore francese (Este, † 1780)
- Giovanni Battista Villa, scultore italiano (Genova, n. 1832 - Genova, † 1899)

## Z(1)
- Giovanni Zebellana, scultore e intagliatore italiano (Verona, n. 1457 - Verona, † 1504)